# خافيير فرنانديز
خافيير فرنانديز (بالإسبانية: Javier Fernández Abruñedo)‏ (20 فبراير 1996 سادا إسبانيا - ) هو لاعب كرة قدم إسباني يلعب كلاعب وسط.

## روابط خارجية
- خافيير فرنانديز على موقع قاعدة بيانات كرة القدم.إي يو (الإنجليزية)
- خافيير فرنانديز على موقع Soccerbase.com (لاعب) (الإنجليزية)
- خافيير فرنانديز على موقع Soccerway.com (الإنجليزية)
- خافيير فرنانديز على موقع عالم كرة القدم.نت (الإنجليزية)
- خافيير فرنانديز على موقع AS.com (الإسبانية)